# Sant Martí del Corb
Sant Martí del Corb és una església del municipi de les Preses inclosa en l'Inventari del Patrimoni Arquitectònic de Catalunya.

## Descripció
Sant Martí és una menuda església d'una sola nau i absis semicircular. L'accés es realitza a través d'una escalinata i d'una porxada sostinguda per pilastres i teulada a dues vessants.
A cada costat de la porta d'ingrés hi ha dues obertures amb reixes de ferro forjat que permeten observar l'interior del temple. Damunt el frontispici hi ha el cloquer, d'espadanya, amb un sol ull.
Bastida amb pedra menuda del país i coberta de teules.
Dedicada al bisbe sant Martí té uns goigs dedicats que canten a l'última estrofa: "Supliquem amb moltes veres / Bisbe Sant molt gloriós, els d'Olot i de Les Preses / els de Bas, i els del Corp, / els de Batet, i Riudaura, / de Santa Pau i La Cot: / que'ns deslliureu de tot mal / puix que som vostres devots".

## Història
No hi ha dades històriques que en facin referència, tot i que sembla romànica.